# Измайлов, Андрей Яковлевич
Андрей Яковлевич Измайлов — русский воевода из рода Измайловых, о котором в источниках сохранились следующие упоминания:
- в 1574—1575 гг. был 2-м воеводой в Данкове при князе Василие Хилкове
- в 1575 — голова в Орле.
- в 1577 — 2-й воевода в Пронске и в большом полку 2-й воевода
- в 1578 — воевода сторожевого полка в Туле «по крымским вестем»
- в 1580 году ходил в Литовскую землю, воевать под Шилов и Могилёв 3-м воеводой в большом полку при князьях Михаиле Катыреве и Дмитрии Хворостинине
- в 1581 2-й воевода правой руки во Ржеве при Романе Дмитриевиче Бутурлине, а затем в передовом полку при Дмитрии Ивановиче Хворостинине
- в 1582 году собирался в Торжке 2-м воеводой левой руки при Владимире Васильевиче Головине для похода против немцев
- в 1583 году был 1-м воеводой в передовом полку во время похода в казанские места против луговых черемисов, затем стоял в Туле и Дедилове 2-м воеводой при том же Головине
- в 1584 — посланник в Польше
- в 1587 году стоял в Туле 3-м воеводой в большом полку при Иване Васильевиче Годунове и Иване Львовиче Салтыкове
- в 1589 после челобитной Михаила Туренина был отправлен в Новосиль 2-м воеводой при Якове Михайловиче Годунове, но спустя некоторое время послан в Астрахань укреплять город
- в 1591 стоял у Троицы в Сергиевом монастыре, когда к Москве приходил хан Казы-Гирей Бора[1]
- в 1598 был в Чернигове при Василии Туренине